# 沖縄県立総合教育センター
沖縄県立総合教育センター（おきなわけんりつそうごうきょういくセンター）は、沖縄県が設置する教育に関する研究及び教育関係職員の研修を行う機関である。

## 概要
沖縄県立総合教育センターは教育関係職員の研修、児童・生徒の実習、教育に関する専門的、技術的事項の調査研究並びに資料の収集及び提供を行うことによって、教育関係職員の資質の向上及び教育の振興を図ることを目的として設置され、2002年に旧称の沖縄県立教育センターから現在の名称に改称する。

## 所在地
- 沖縄県立総合教育センター - 沖縄県沖縄市与儀3丁目11番1号

## 事業
事業内容は下記の通りである。
1. 教育関係職員の研修に関すること
2. 児童・生徒の実習に関すること
3. 教育に関する専門的、技術的事項の調査研究に関すること
4. 教育に関する資料の収集及び提供に関すること
5. 教育に関する研究の援助に関すること
6. 教育相談に関すること
7. 前項に掲げるもののほか、総合教育センターの目的を達成するために必要な業務に関すること

## 沿革
- 1960年（昭和35年）11月 - 科学教育センターを設置
- 1962年（昭和37年）4月 - 科学教育センターを理科教育センターに改称
- 1965年（昭和40年）1月 - 琉球政府立理科教育センターに改称
- 1968年（昭和43年）4月 - 琉球政府立理科教育センターが改編され、琉球政府立沖縄教育研修センターを設置
- 1972年（昭和47年）5月 - 沖縄県の設置に伴い、沖縄県立教育センターを設置
- 2002年（平成14年）4月 - 名称を沖縄県立教育センターから沖縄県立総合教育センターに改称

## 組織
- 総務班
- 教科研修班
- 教育経営研修班
- 理科研修班
- 特別支援教育班（特別支援教育センター）
- 産業教育班（産業技術教育センター）
- IT教育班（IT教育センター）